# Adam's lament
Adam's lament (Nederlands: Adams klaagzang) is een compositie van Arvo Pärt. Pärt zette muziek onder een tekst van Starets Siloean (Sint Siloean, 1866-1938) waarin hij Adam als symbool opvoert voor de gehele mensheid. Het is een weergave van de teloorgang van het paradijs, door zonde naar het aards bestaan.
Pärt schreef het werk in opdracht van Istanboel en Tallinn, zij waren Culturele hoofdsteden van Europa van respectievelijk 2010 en 2011. Istanboel was daarbij de plaats die in de omgeving van Athos (alwaar monnik Siloean verbleef) ligt. Tallinn is de hoofdstad van Pärts geboorteland Estland. De Nederlandse première vond 19 februari 2012 plaats in De Oosterpoort in Groningen. 
Het werk is opgedragen aan Archimandriet Sophrony (Sacharov). Hij was leerling, discipel en biograaf/archivaris van Starets Siloean.
Adam's Lament is een van de vier delen van het muziektheaterstuk Adam's Passion van Robert Wilson en Arvo Pärt, dat in 2015 in Tallinn in première ging.